# Østerdalssangen
Østerdalssangen is een lied geschreven door Johan Halvorsen met gebruikmaking van teksten van Jacob Breda Bull. Het stond op het programma van de “Landssangerfesten i Kristiania 1914, 26. juni - 1. juli" op de avond van 27 juni. Daarna verdween het voorgoed van de lessenaar.